# Krabi (Rõuge)
Krabi es una localidad situada en el municipio de Rõuge, en el condado de Võru, Estonia. Según el censo de 2021, tiene una población de 82 habitantes. 